# Association sportive Vénus
Maillots
L'AS Vénus est un club polynésien de football basé à Mahina, sur l'île de Tahiti. Le club joue en première division polynésienne lors de la saison 2011-2012.
Le club joue ses matchs à domicile au Stade de Māhina, doté de 1 500 places.

## Histoire
L'AS Vénus est le deuxième club le plus titré de Polynésie derrière l'AS Central Sport, avec dix titres de champions. Il a réussi à trois reprises à atteindre le dernier carré de la Coupe des champions d'Océanie, atteignant même la finale en 2022. 
En 1999, il termine premier de sa poule devant le Nadi FC des Fidji et les Samoans du Kiwi Club. En demi-finales, les Polynésiens sont battus par le club de South Melbourne FC d'Australie (vainqueur finalement de la compétition) sur le score de 3 à 0. Lors de l'édition suivante, en 2001, Vénus termine deuxième de son groupe (derrière Tafea FC de Vanuatu); son parcours est stoppé à nouveau par un club australien, Wollongong Wolves, également futur vainqueur de l'épreuve (4-2).

## Palmarès
- Championnat de Polynésie (11) :
  - Vainqueur : 1953, 1990, 1992, 1995, 1997, 1998, 1999, 2000, 2002, 2019, 2025.

- Coupe de Polynésie (8) :
  - Vainqueur : 1952, 1990, 1991, 1992, 1998, 1999, 2019 et 2021.
  - Finaliste : 2001 et 2002.

- Coupe des champions d'Océanie :
  - Finaliste en 2022
  - Demi-finaliste en 1999 et 2001